# The Division Bell
The Division Bell je čtrnácté studiové album britské hudební skupiny Pink Floyd. Bylo vydáno v březnu 1994 a v britském i americkém žebříčku se dostalo na první místo (druhé takové album Pink Floyd, po Wish You Were Here). The Division Bell je druhé studiové album skupiny, které vyšlo po odchodu baskytaristy, zpěváka a hlavního textaře Rogera Waterse v roce 1985.

## Popis alba a jeho historie
Album The Division Bell bylo nahráváno během roku 1993 v různých studiích ve Velké Británii. Jedním z nich bylo i studio Astoria umístěné na stejnojmenném hausbótu na Temži v Londýně, jehož majitelem je kytarista a zpěvák Pink Floyd David Gilmour. Jméno alba vybral z textu skladby „High Hopes“ spisovatel Douglas Adams, Gilmourův přítel.
Atmosféra desky je zvukově podobná albům Meddle nebo Obscured by Clouds s odvážnějšími a tvrdšími tóny alb Animals a The Wall. David Gilmour a Rick Wright se shodují v tom, že The Division Bell je nejlepší album Pink Floyd od roku 1975, kdy vydali Wish You Were Here.
Ačkoliv The Division Bell není klasické koncepční album, existuje mezi jednotlivými skladbami spojitost ve formě i tématu. Album je prezentováno jako protiklad k desce The Wall, která je o izolaci jednotlivce vůči společnosti; naopak The Division Bell vypráví o udržovaní kontaktu s lidmi. Skladby jako „What Do You Want from Me?“, „A Great Day for Freedom“ a „Take It Back“ jsou zaměřeny především na problémy komunikace ve vztazích, téma písně „Keep Talking“ se zabývá důležitostí udržování dialogu a nebezpečím izolování jednotlivce. „Poles Apart“ vypráví o roztříštěných rodinných a přátelských vztazích (včetně vztahů se Sydem Barrettem a Rogerem Watersem).
Na The Division Bell se v roli hlavního zpěváka objevil po 21 letech (od The Dark Side of the Moon v roce 1973) i klávesista Rick Wright, který píseň „Wearing the Inside Out“ i sám napsal (první Wrightův autorský podíl od Wish You Were Here z roku 1975).
Skladba „Marooned“ je jedinou skladbou od Pink Floyd, která získala cenu Grammy. V roce 1995 obdržela ocenění za nejlepší rockový instrumentální výkon.
Autorkou textů většiny písní je současná manželka Davida Gilmoura Polly Samsonová. Skladby „Cluster One“ a „Marooned“ jsou instrumentální.
Po vydání alba následovalo koncertní turné, které bylo později vydáno na CD a VHS pod názvem Pulse.

### Přebal alba
Přebal alba je dílem dlouhodobého spolupracovníka a autora většiny obalů alb skupiny Storma Thorgersona. Zobrazuje skulptury dvou ocelových hlav, vysokých více než tři metry a vážících po 1500 kilogramech. Hlavy byly postaveny v poli v Cambridgeshire a fotografovány za různého počasí, pod různým osvětlením a z různých úhlů více než dva týdny. Použitá fotografie zobrazuje obě hlavy z profilu, v pozadí mezi nimi je vidět katedrála v Ely a rovněž čtyři světla, která svítí mezi ústy skulptur. Fotografie na přebalu se mírně liší v závislosti na vydavateli (EMI ve Velké Británii, Columbia v USA).
Na obale alba je Braillovým písmem napsáno „Pink Floyd“.
Pro vydání alba na magnetofonových kazetách a pro ilustraci koncertních brožur byly vytvořeny i další fotografie, tentokrát kamenných skulptur.

### Enigma
V souvislosti s The Division Bell se krátce po zahájení turné v diskusní skupině Pink Floyd na Usenetu (news://alt.music.pink-floyd) začaly objevovat vzkazy, zasílané přes Anonymous contact service, které nabádaly fanoušky, aby obsahu alba věnovali obzvláštní pozornost a nabádal k odhalení záhady, hádanky (anglicky „enigma“), která je v albu a jejím obsahu vložená. Odesílatel těchto vzkazů se podepisoval jako Publius. Podle něj a podle slova, které k označení tajného obsahu alba sám použil, je celá tato záležitost označováno jako Publius Enigma (česky „Hádanka Publius“ případně též „Publiova hádanka“) či někdy zkráceně jen Enigma.
Hádanka samotná zůstávala dlouho nevyřešená a žádné nové Publiovy zprávy se od konce devadesátých let neobjevily. Při autogramiádě ke své knize Pink Floyd: Od založení do současnosti prohlásil v roce 2005 bubeník Nick Mason, že Enigma skutečně existovala a že celá tato záležitost byla uspořádána nahrávací společností EMI za účelem zvýšení prodeje alba.

## Vydávání alba a jeho umístění
Album The Division Bell vyšlo 30. března 1994 ve Spojeném království (EMI) a 4. dubna téhož roku v USA (Columbia Records).
Deska se dostala na první místo žebříčků jak v Británii, tak i v USA. Zde se na vrcholu žebříčku Billboard 200 udržela čtyři týdny. V porovnaní s předchozím albem A Momentary Lapse of Reason to byl úspěch, protože to dosáhlo pouze třetí pozice (rovněž v obou státech).
The Division Bell bylo oceněno zlatou, platinovou a dvojitou platinovou deskou v USA již v červnu 1994. Třikrát platinovým se album stalo v lednu 1999.

## Seznam skladeb
| Pořadí         | Název                    | Hudba           | Text                             | Délka |
| -------------- | ------------------------ | --------------- | -------------------------------- | ----- |
| 1.             | Cluster One              | Gilmour, Wright | instrumentální                   | 5:58  |
| 2.             | What Do You Want from Me | Gilmour, Wright | Gilmour, Samsonová               | 4:21  |
| 3.             | Poles Apart              | Gilmour         | Gilmour, Samsonová, Laird-Clowes | 7:04  |
| 4.             | Marooned                 | Gilmour, Wright | instrumentální                   | 5:29  |
| 5.             | A Great Day for Freedom  | Gilmour         | Gilmour, Samsonová               | 4:17  |
| 6.             | Wearing the Inside Out   | Wright          | Moore                            | 6:49  |
| 7.             | Take It Back             | Gilmour, Ezrin  | Gilmour, Samsonová, Laird-Clowes | 6:12  |
| 8.             | Coming Back to Life      | Gilmour         | Gilmour                          | 6:19  |
| 9.             | Keep Talking             | Gilmour, Wright | Gilmour, Samsonová               | 6:11  |
| 10.            | Lost for Words           | Gilmour         | Gilmour, Samsonová               | 5:14  |
| 11.            | High Hopes               | Gilmour         | Gilmour, Samsonová               | 8:31  |
| Celková délka: | Celková délka:           | Celková délka:  | Celková délka:                   | 66:32 |

## Obsazení
- Pink Floyd:
  - David Gilmour – kytary, baskytara, klávesy, programování, zpěv
  - Rick Wright – klávesy, piano, vokály, zpěv ve skladbě „Wearing the Inside Out“
  - Nick Mason – bicí, perkuse, programování
- Tim Renwick – kytary
- Guy Pratt – baskytara
- Jon Carin – klávesy
- Bob Ezrin – klávesy, perkuse
- Dick Parry – tenorsaxofon
- Gary Wallis – perkuse
- Carol Kenyon, Sam Brown – vokály
- Stephen Hawking – syntetizovaný hlas ve skladbě „Keep Talking“
- Michael Kamen – orchestrální aranžmá

### Technická podpora
- David Gilmour – mixování, produkce
- Bob Eztrin – produkce
- Chris Thomas – mixování
- Andrew Jackson – zvukový inženýr